# Піньйон (Нью-Мексико)
Піньйон (англ. Piñon) — переписна місцевість (CDP) в США, в окрузі Отеро штату Нью-Мексико. Населення — 24 особи (2020).

## Географія
Піньйон розташований за координатами 32°37′8″ пн. ш. 105°22′28″ зх. д. / 32.61889° пн. ш. 105.37444° зх. д. (32.618975, -105.374518).  За даними Бюро перепису населення США в 2010 році переписна місцевість мала площу 13,38 км², з яких 13,37 км² — суходіл та 0,01 км² — водойми.

## Демографія
Згідно з переписом 2010 року, у переписній місцевості мешкало 25 осіб у 11 домогосподарстві у складі 6 родин. Густота населення становила 2 особи/км².  Було 23 помешкання (2/км²).
Расовий склад населення:
| - 100,0 % — білих |

До двох чи більше рас належало 0,0 %. Частка іспаномовних становила 8,0 % від усіх жителів.
За віковим діапазоном населення розподілялося таким чином: 16,0 % — особи молодші 18 років, 72,0 % — особи у віці 18—64 років, 12,0 % — особи у віці 65 років та старші. Медіана віку мешканця становила 42,5 року. На 100 осіб жіночої статі у переписній місцевості припадало 177,8 чоловіків;  на 100 жінок у віці від 18 років та старших — 200,0 чоловіків також старших 18 років.
Цивільне працевлаштоване населення становило 0 осіб.